# Arthur E. Henn
Arthur Eugene (Gene) Henn (Cincinnati, 5 de junio de 1940-Tampa, 28 de marzo de 2001) fue un vicealmirante de la Guardia Costera de los Estados Unidos.

## Trayectoria
Ejerció como 19º Vicecomandante de 1994 a 1996. Anteriormente fue Jefe de la Oficina de Seguridad Marina, Seguridad y Protección del Medio Ambiente. Se graduó de la Academia de la Guardia Costera de Estados Unidos en 1962 y también asistió a la Universidad de Míchigan (maestría combinada en ciencias en arquitectura naval, ingeniería marina e ingeniería metalúrgica) y al Colegio de Guerra del Ejército de los Estados Unidos.
Henn estaba casado con Susan Frances Pedretti de Cincinnati, Ohio y tenía dos hijos. Sus premios incluyen la Medalla por Servicio Distinguido, la Legión al Mérito, dos Medallas por Servicio Meritorio, cuatro Medallas de elogio de la Guardia Costera, la Medalla por Logros de la Guardia Costera, elogios de la Unidad de la Guardia Costera, la Mención de la Unidad Meritoria de la Guardia Costera y dos Cintas de elogio del Comandante de la Guardia Costera. Henn murió en 2001 a la edad de 60 años y está sepultado en el Cementerio Nacional de Arlington.